# 근교농원

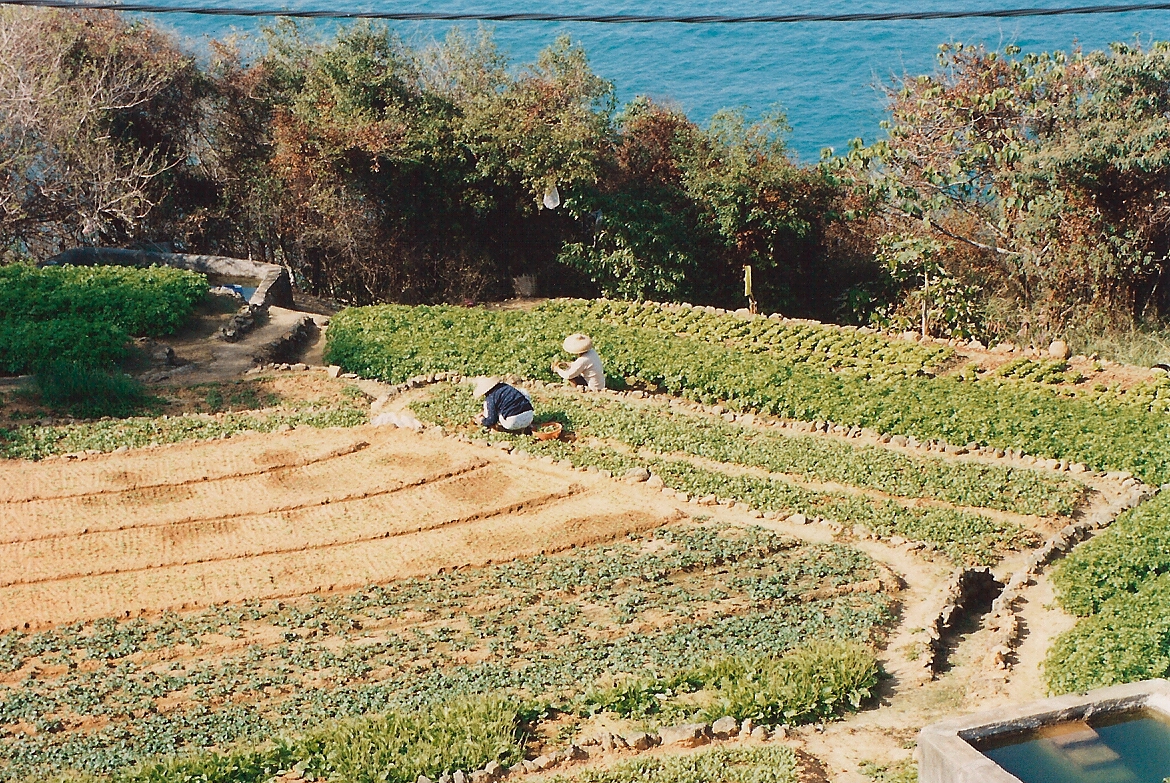
홍콩의 한 근교농원

근교농원 또는 마켓 가든(market garden)은 상대적으로 소규모로 과일, 채소, 꽃을 현금 작물로 생산하는 곳으로 소비자와 레스토랑에 직접 판매되는 경우가 많다. 일반적으로 0.40헥타르(4,000m2; 1에이커) 미만에서 일부 헥타르(몇 에이커)까지, 때로는 온실에서 재배되는 작은 면적의 토지에서 재배되는 작물의 다양성은 다른 농업 유형과 구별된다. 근교농원은 미국에서는 트럭 팜(Truck Farm)이라고도 불린다.
근교농원은 지역 재배 기간 동안 신선한 농산물을 광범위하고 안정적으로 공급하는 사업이다. 단일재배와 기계화를 실천하는 대규모 산업형 농장과 달리, 다양한 작물과 품종을 재배하고 더 많은 수작업과 원예 기술을 사용한다. 생산량이 적기 때문에 농장 내 가판대, 농민 시장, 지역사회 지원 농업 구독, 레스토랑 및 독립 농산물 매장과 같은 현지 신선 농산물 판매점을 통해 판매해야 한다. 시장 원예 및 과수원 농업은 과일 및 채소 재배와 관련된 원예와 밀접한 관련이 있다.

## 같이 보기
- 과수원
- 슬로 푸드
- 도시 농업